# Виртус Верона
«Виртус Верона» (итал. Virtus Verona) — профессиональный итальянский футбольный клуб из города Верона, основанный в 1921 году. В настоящее время играет в Серии С.

## История
Команда была официально создана в 1921 году под названием Unione Sportiva Virtus Borgo Venezia. Домашние матчи проводит на арене «Гаваньин Ночини», вмещающей 1200 зрителей.
«Виртус Верона» является третьим по времени основания клубом города после «Эллас Верона» и «Кьево» . Также клуб примечателен тем фактом, что его владелец также одновременно является главным тренером коллектива: Луиджи Фреско бессменно возглавляет команду с 1982 года по настоящее время, являясь единственным в Италии владельцем клуба с подобными функциями.
Клуб впервые вышел в профессиональный футбол в конце сезона 2012/13, после того как занял четвёртое место в группе С любительской Серии D. В конце сезона 2017/18 клуб заявился на участие в Серии С, третьем по силе дивизионе итальянского футбола.

#### Цвета и форма
Традиционными цветами коллектива являются красный и синий.

#### Фанатское движение
Поклонники «Виртус Вероны» широко известны своими жёсткими антифашистскими и левыми взглядами и поддерживают дружественные связи с фанатами команд «Ливорно», «Козенца», «Рексем», «Олимпик Марсель», «Санкт-Паули» и «Геттинген 05».